# Єжи Лось
Є́жи Ма́рія Мі́хал Лось (польська вимова: [ˈjɛʐɨ ˈwɔɕ]; пол. Jerzy Maria Michał Łoś; 22 березня 1920, Львів — 1 червня 1998, Варшава, Польща) — польський математик, логік, економіст та філософ. Він особливо відомий своїми працями в теорії моделей, зокрема теоремою Лося, яка стверджує, що будь-яка формула першого порядку є істинною в ультрадобутку тоді й лише тоді, коли вона істинна для «більшості» множників. У теорії моделей він також довів багато теорем про збереження, але, крім того, зробив значний внесок у основи математики, теорію абелевих груп та універсальну алгебру. У 1960-х роках він звернув свою увагу на математичну економіку, зосередившись головним чином на виробничих процесах та динамічних процесах прийняття рішень.

## Життєпис
Він був сином Зиґмунта Лося та Зофії, уродженої Ростворовської. У 1937—1939 роках навчався у Львові: спочатку студіював медицину, а потім — філософію та хімію. Під час німецької окупації працював службовцем на цукровому заводі в Любліні. Після окупації розпочав навчання на філософському факультеті Університету Марії Кюрі-Склодовської, яке завершив 1947 року здобуттям ступеня магістра філософії (у вузькому сенсі) на основі праці пол. Analiza metodologiczna kanonów Milla («Методологічний аналіз канонів Мілля»). З 1947 року у Вроцлаві спочатку працював асистентом на кафедрі фізики Вроцлавського університету, потім на кафедрі логіки. Докторський ступінь здобув у 1949 році на основі праці пол. O matrycach logicznych («Про логічні матриці»). Під час перебування у Вроцлаві зацікавився математикою, не без впливу тамтешніх вчених Гуго Штайнгауза та Едварда Марчевського.
З 1947 року був пов'язаний з Математичним інститутом Польської академії наук, де у 1954 році став надзвичайним професором, а в 1955 році здобув ступінь доктора математичних наук (що відповідає габілітації). У 1952 році переїхав до Торуня, де розпочав роботу на факультеті математики, фізики та хімії Університету Миколая Коперника.

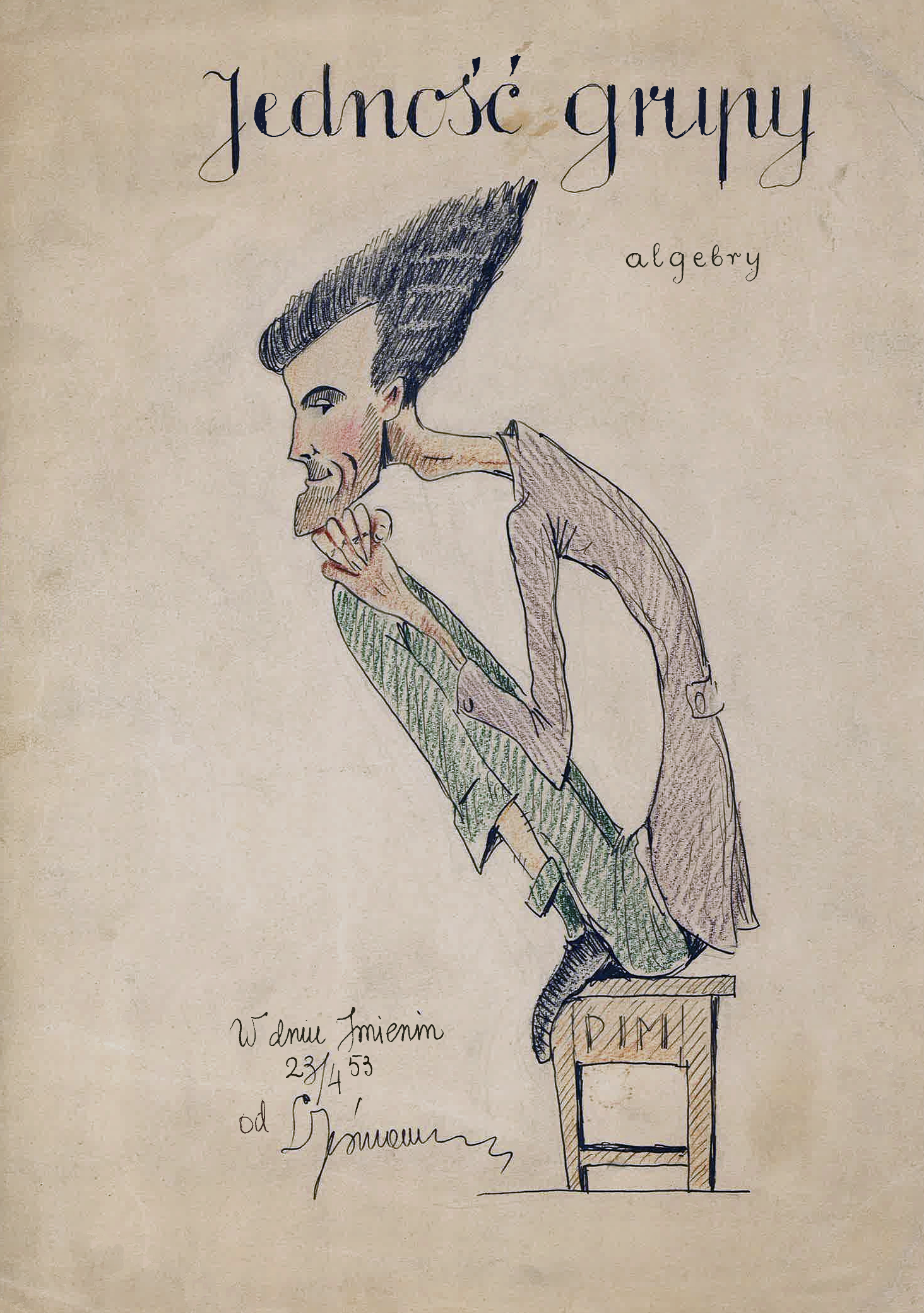
Єжи Лось на карикатурі професора Леона Єсмановича (1953)

Наприкінці 1950-х — на початку 1960-х років інтереси Лося змістилися до теорії ігор, а згодом до математичних методів в економіці.
З 1966 року — співробітник Математичного інституту ПАН, а з 1974 року — Обчислювального центру ПАН, який пізніше був перетворений на Інститут основ інформатики Польської академії наук. З 1964 року — член-кореспондент ПАН, а з 1983 року — дійсний член ПАН. У 1974 році отримав Кавалерський хрест Ордена Відродження Польщі. У 1979—1983 роках обіймав посаду голови Відділу логіки, методології та філософії науки Міжнародної унії історії та філософії науки. У 1995 році Університет у Гаґені присвоїв йому ступінь почесного доктора.
Працював в університетах Вроцлава, Торуня та Варшави, а також у Каліфорнійському університеті в Берклі, Орхуському університеті, Єльському університеті та Університеті Вісконсин-Медісон. Його праці стосувалися логіки, алгебри та основ математики, а також її застосувань, зокрема в економіці.
Найвідомішим досягненням Лося в галузі алгебри та теорії моделей є його робота про надпродукти (теорема Лося).
Магістерська робота Лося Методологічний аналіз канонів Мілля вважається новаторською в галузі темпоральної логіки. Артур Пріор, якого вважають творцем темпоральної логіки, у своїй основній праці згадує роботу Лося, про яку дізнався завдяки рецензії Генрика Гіжи.
У 1996 році Лось переніс важкий інсульт. Після цього він хворів аж до своєї смерті у 1998 році.

## Громадська діяльність
У січні 1976 року підписав лист-протест до Надзвичайної комісії Сейму ПНР проти змін до Конституції Польської Народної Республіки. У 1988 році Єжи Лось підписав лист опозиційної інтелігенції до спікера Сейму Польської Народної Республіки.

## Інші відомості
Єжи Лось був колекціонером старовинної порцеляни, переважно польської, та співавтором книги пол. Polska porcelana («Польська порцеляна»).

## Вибрані праці
1. пол. Próba aksjomatyzacji logiki tradycyjnej, Annales Universitatis Mariae Curie-Sklodowska, Sectio F, Vol. I, No 3, 1946, s. 211—228.[18]
2. пол. Podstawy analizy metodologicznej kanonów Milla, Annales Universitatis Mariae Curie-Sklodowska, Sectio F, Vol. II, No 5, 1947, s. 269—301 (магістерська робота).[10]
3. пол. Logiki wielowartościowe a formalizacja funkcji intensjonalnych, Kwartalnik Filozoficzny XVII, No 1-2, 1948, s. 59–78.
4. пол. O matrycach logicznych, Prace Wroclawskiego Towarzystwa Naukowego, Seria B, No 19, 1949, s. 1–141 (докторська дисертація).
5. англ. On the categoricity in power of elementary deductive systems and some related problems. Colloquium Mathematicum, Vol. III, 1954, s. 58–62.
6. англ. The algebraic treatment of the methodology of elementary deductive systems. Studia Logica II, 1955, s. 151—212.
7. Quelques remarques, théorèmes et problèmes sur les classes définissables d'algèbres. Mathematical Interpretation of Formal System, Studies in Logic and the Foundations of Mathematics, Amsterdam, 1955, s. 98–113.
8. англ. On the extending of models (I). Fundamenta Mathematicae XLII, 1955, s. 38–54.
9. англ. Abelian groups that are direct summands of every abelian group which contains them as pure subgroups, Bull. Acad. Polon. Sci. 4 (1956), 73, та Fund. Math. 44 (1957), 8490.
10. англ. Linear equations and pure subgroups, Bull. Acad. Polon. Sci. 7 (1959), s. 13–18.
11. англ. Generalized limits in algebraically compact groups, Bull. Acad. Polon. Sci. 7 (1959), s. 19–21.
12. пол. Uwagi o modelach optymalizacji zapasów, Przegląd Statystyczny, 15, 1968, s. 227—250.
13. пол. Praca jako miernik wartości strumienia produkcji w gospodarce zamkniętej, Ekonomista, 4, 1971, s. 529—543.
14. англ. Labour, Consumption and Wages. 1972, s. 67–72 in: Mathematical Methods in Economics, Proceedings of the Symposium on Mathematical Methods of Economics and of the Conference on von Neumann Models 1972, North-Holland and Polish Science Publishers PWN, 1974.
15. англ. Extremal Properties in von Neumann Models. In: Mathematical Economics and Game Theory, Essays in Honor of Oscar Morgenstern, R. Henn and O. Moeschlin (eds.), Springer, 1977, s. 645—667.